# Atelostomata
Los Atelostomata pertenecen a la categoría de erizos de mar y se caracterizan por su forma irregular y la carencia de una linterna de alimentación, lo que los distingue de otros erizos marinos. Este conjunto abarca no solo los reconocidos erizos corazón, sino también algunas formas menos familiares y extintas.

## Lista de órdenes
- orden Holasteroida (Durham y Melville, 1957)
- orden Spatangoida (L. Agassiz, 1840). Este orden incluye la Familia Loveniidae Lambert, 1905 (ver Lovenia).